# Karl Ruberl
Karl Ruberl (3 de octubre de 1880 - 12 de diciembre de 1966) fue un nadador austríaco ilustre, muy conocido entre finales del siglo XIX y comienzos del siglo XX. Compitió en natación en los Juegos Olímpicos de París 1900, cuyas disciplinas donde ganó la medalla de bronce en el estilo libre de 200 m (detrás del australiano Frederick Lane, y el húngaro Zoltán Halmay) y medalla de plata en los 200 m de espalda (detrás del alemán Ernst Hoppenberg).